# Jitka Radimská
Jitka Radimská, rozená Novotná (* 17. ledna 1948 Bohumín), je česká romanistka, jejím oborem je teorie a dějiny francouzské literatury. Je emeritní profesorkou Jihočeské univerzity.

## Život

### Studium
Narodila se v Bohumíně, kde absolvovala Střední všeobecně vzdělávací školu (1963–1966), dnes Gymnázium Františka Živného Bohumín. V letech 1966–1971 studovala obor učitelství francouzštiny a češtiny pro střední školy na Univerzitě Jana Evangelisty Purkyně v Brně. Jejími vyučujícími byli profesoři bohemistiky (Radoslav Večerka, Arnošt Lamprecht, Adolf Erhart, Miroslav Grepl, Jan Chloupek, Milan Kopecký, Milan Suchomel, Josef Hrabák aj.) a romanistiky (Karel Ohnesorg, Otto Ducháček, Růžena Ostrá aj.). Diplomovou práci „Les traductions tchèques du Cid de Pierre Corneille“ zpracovala pod vedením profesora Otakara Nováka, který ji vedl k poznání francouzské literatury. Další určující osobností jejího profesního života byl Jaroslav Fryčer, který ji přivedl na myšlenku studovat frankofonní fondy jihočeských historických knihoven.
Kvalifikační přípravu zahájila Jitka Radimská v roce 1986 rigorózním řízením na FF UK v Praze v oboru Český jazyk (PhDr.). Akademický titul Dr. získala v roce 1996 na FF MUNI v Brně v oboru Románské literatury obhájením práce „Méthodes de lectures des textes littéraires“. Na brněnské Filozofické fakultě se habilitovala v roce 2000 mezioborovou prací „Francouzské 17. století v eggenberské zámecké knihovně v Českém Krumlově“ a jmenovací řízení absolvovala v oboru Teorie literatury na FF UP v Olomouci. Prezident Václav Klaus ji jmenoval profesorkou v pražském Karolinu v roce 2009.

### Profesní dráha
Jitka Radimská je svým zaměřením především učitelkou. Po ukončení vysokoškolského studia se přestěhovala do jižních Čech, kde v letech 1971–1991 vyučovala francouzštinu a češtinu na českokrumlovském gymnáziu. Byla stále v kontaktu s akademickou sférou, studovala postgraduální kurzy a vydávala metodické materiály (např. „Škola hrou“). Po politických a společenských změnách roku 1989 zahájila tradici školních výměnných pobytů s francouzským lyceem v Chalon-sur-Saône, která stále (2020) pokračuje.
Výzvou se pro Jitku Radimskou stalo založení Jihočeské univerzity v roce 1991. Ve spolupráci s Pascalem Hansem, tehdejším pedagogickým poradcem vyslaným Francouzským institutem do jižních Čech, organizovala rozšiřující studium francouzštiny pro vystudované pedagogy, aby si mohli doplnit kvalifikaci o další předmět. Na Pedagogické fakultě Jihočeské univerzity Jitka Radimská založila romanistické pracoviště, které přešlo v roce 2007 jako Ústav romanistiky na nově vzniklou Filozofickou fakultu.
Na rozvoji a koncepci nově vzniklé jihočeské romanistiky se aktivně podílel výše zmiňovaný profesor Jaroslav Fryčer, který zde rovněž vyučoval více než 10 let, paní profesorky Jana Králová a Hedvika Vydrová na hispanistice a profesor Jiří Pelán a docent Pavel Štichauer na italianistice. Kromě českých specialistů (významné byly kontakty a spolupráce s Historickým ústavem Jihočeské univerzity, zejména profesorem Václavem Bůžkem) se na výuce i rozvoji jihočeské romanistiky podíleli zahraniční lektoři a hostující profesoři z partnerských univerzit. Z nejvýznamnějších osobností to byl historik Jean Bérenger z pařížské Sorbonny, kterému vědecká rada Jihočeské univerzity udělila 23. listopadu 2010 čestnou vědeckou hodnost doctor honoris causa (dr. h. c.) v oboru Historie.
V letech 2014–2017 se Jitka Radimská podílela na pravidelné výuce na Ostravské univerzitě, pomohla tím překlenout kvalifikační nouzi v oboru romanistika. Absolventka Ostravské univerzity Jitka Pazderová, obor učitelství matematiky a francouzštiny, získala místo středoškolské profesorky na bilingvním Gymnáziu Pierra de Coubertina v Táboře, které v roce 1991 pomáhal zakládat již zmíněný Pascal Hanse s podporou Francouzské ambasády.
Jitka Radimská se nadále věnovala výuce a výzkumu v oblasti frankofonní literatury, vedla doktorandy a spolupracovala s mladými vědeckými pracovníky. Má velké zásluhy o rozvoj a propagaci studia francouzského jazyka a literatury nejen v jižních Čechách, ale i v České republice. Francouzskou odbornou veřejnost oslovil její výzkum frankofonních knižních sbírek v zámeckých knihovnách z období baroka.
V říjnu 2022 obdržela dekret od rektora Bohumila Jirouška, kterým byla jmenována emeritní profesorkou Jihočeské univerzity.

## Dílo
Jitka Radimská je autorkou či spoluautorkou mnoha publikací ve francouzském i českém jazyce: vědecké monografie (4), části v kolektivních monografiích (4), odborné studie (22), články (15), učebnice (5), ediční řady (3), časopisy (3). Příznačným rysem její publikační činnosti je mezioborový přístup, týmová spolupráce českých i zahraničních odborníků, schopnost domýšlet souvislosti v diachronní perspektivě. Zasloužila se o obnovené vydávání Ročenek Kruhu moderních filologů.

## Publikace (výběr)

### Vědecké monografie a studie
- 2020, Les livres et les lectures d’une princesse. Marie Ernestine d’Eggenberg et sa bibliothèque en Bohême au XVIIe siècle (avec la participation de Václav Grubhoffer et François Dendoncker), Honoré Champion, coll. Histoire du Livre et des Bibliothèques, 15, Paris.[18]
- 2011, Ve znamení havranů. Knižní sbírka rodiny Eggenbergů na zámku v Českém Krumlově. Vojtěch Balík, Václav Bok, Jaroslava Kašparová, Jiří Pelán, Ondřej Pešek, Fabio Ripamonti (spoluautoři) Bibliotheca viva 2, Jihočeská univerzita České Budějovice-Nová tiskárna Pelhřimov.
- 2007, Knihovna šlechtičny. Francouzské knihy Marie Ernestiny z Eggenbergu na zámku v Českém Krumlově, Bibliotheca viva 1, JU České Budějovice-NTP Pelhřimov.
- 2007, Corneille na české scéně. Zapomenuté výročí: 1606-2006, Acta philologica Universitatis Bohemia Meridionalis, Series monographica I, JU České Budějovice.

### Učebnice a výukové materiály
- 1992, 2003 Introduction à la civilisation et à la culture françaises (P. Hanse, J. Wannepain). PF JU České Budějovice
- 1994 Lire et commenter. (Les grands auteurs de la littérature française du XIXe siècle.) PF JU České Budějovice
- 1995 Libre Échange: pracovní sešit 1 (G.D. Salins, J. Courtillon, Ch. Guyot-Clément), Plzeň Jiří Fraus
- 1994 Moje planeta: francouzština pro děti od 4 let = Ma planète: le français pour les enfants à partir de 4 ans, (obrazová část A. Skálová). Plzeň Jiří Fraus aktivit
- 2001 Antologie francouzské literatury. Anthologie de la littérature française (ve spolupráci s M. Horažďovskou)

### Ediční řady
- Opera romanica.[19] Sborníky slouží pro publikaci výstupů z mezinárodních konferencí a dalších badatelských aktivit Ústavu romanistiky FF JU.

- Écho des études romanes. Časopis je zařazen do prestižního evropského seznamu odborných časopisů ERIH (European Reference Index for the Humanities and the Social Sciences).[20]

- Lingua viva, vychází 2× ročně, má lingvodidaktické zaměření.[21]

- Acta Philologica Universitatis Bohemiae Meridionalis  – do konce roku 2011 vyšly čtyři publikace.[22]

- Bibliotheca viva – do konce roku 2013 vyšly tři svazky.[23]

- Mozaika. Toulky časem a krajinou Kájovska, vychází 3× ročně, vydává obec Kájov.[24]

## Ocenění
- 1993 Rytíř Řádu akademických palem (Chevalier dans l'Ordre des Palmes Académiques) – ocenění udělené francouzským ministrem školství (a v jeho zastoupení velvyslancem, případně jiným diplomatem z ambasády dané země) za zásluhy o šíření francouzského jazyka, vědy a kultury.
- 2019 FIPLV International Award – ocenění udělené od Mezinárodní federace učitelů živých jazyků FIPLV za rozvoj a zkvalitňování výuky cizích jazyků a šíření cizojazyčné kultury ve své zemi.[25][26]
- 2021 Cena rektora JU za prestižní vědeckou publikaci za rok 2020.[27]
- 2021 Pamětní medaile k 30. výročí Jihočeské univerzity v Českých Budějovicích[28]